# Vittorio Pozzo
Vittorio Pozzo (født 2. marts 1886, død 21. december 1968) var en italiensk fodboldspiller og -træner og dobbelt verdensmester med Italiens landshold som træner.
Pozzo havde studeret i Frankrig, Schweiz og England allerførst i 1900-tallet, og han var vild med fodbold. Han spillede først for schweiziske Grasshopper, inden han vendte tilbage til hjemlandet og spillede for Torino fra 1906. Fra 1911 var han spillende træner i klubben, og da Italien skulle deltage ved OL 1912 i Stockholm, meldte han sig som træner for holdet. Det var første gang, det italienske landshold stillede op ved et stort stævne, og skønt de tabte første kamp til Finland, var processen sat i gang. Han var også træner for holdet, der deltog ved OL 1924 i Paris og nåede kvartfinalen.
Pozzo var efter tiden i Torino træner i A.C. Milan et par år, men det var, da han i 1929 blev fast landstræner, hans store tid blev indledt. Det første store resultat kom ved VM 1934 på hjemmebane, hvor Italien blev verdensmestre. Dernæst stod han i spidsen for landsholdet ved OL 1936, hvor holdet sikrede sig guldet efter finalesejr over Østrig. Ved VM 1938 i Frankrig forsvarede italienerne deres VM-guld med finalesejr over Ungarn.
Han fortsatte på landstrænerposten gennem anden verdenskrig, og sidste gang, han ledte landsholdet, var ved OL 1948 i London. Her nåede Italien til kvartfinalen, hvor de tabte til de senere bronzevindere fra Danmark. Han stod i spidsen for Italien i 97 kampe, hvor de 65 blev vundet og 17 endte uafgjort. Han er per 2021 den eneste træner, der har vundet to VM-titler.
Efter afslutningen af sin karriere fik han den forfærdelige opgave at være med til at identificere de maltrakterede lig af spillere og andre tilknyttet Grande Torino-holdet efter flyulykken i Superga.
Han genoptog sin tidligere karriere som journalist, og han skrev om sport i La Stampa og Il Calcio Illustrato. Han skrev også sine erindringer, som udkom i 1960.